# Skyrsjön, Västergötland
Skyrsjön är en sjö i Göteborgs kommun i Västergötland och ingår i Göta älvs huvudavrinningsområde. Sjön är 18 meter djup, har en yta på 0,236 kvadratkilometer och befinner sig 105 meter över havet. Skyrsjön ligger i Vättlefjäll Natura 2000-område. Vid provfiske har abborre, gädda och mört fångats i sjön.

## Delavrinningsområde
Skyrsjön ingår i det delavrinningsområde (641634-128029) som SMHI kallar för Mynnar i Lärjeån. Medelhöjden är 106 meter över havet och ytan är 10,12 kvadratkilometer. Det finns inga avrinningsområden uppströms utan avrinningsområdet är högsta punkten. Vattendraget som avvattnar avrinningsområdet har biflödesordning 3, vilket innebär att vattnet flödar genom totalt 3 vattendrag innan det når havet efter 25 kilometer. Avrinningsområdet består mestadels av skog (77 %) och jordbruk (11 %). Avrinningsområdet har 0,68 kvadratkilometer vattenytor vilket ger det en sjöprocent på 6,7 %.

## Bilder

Skyrsjön
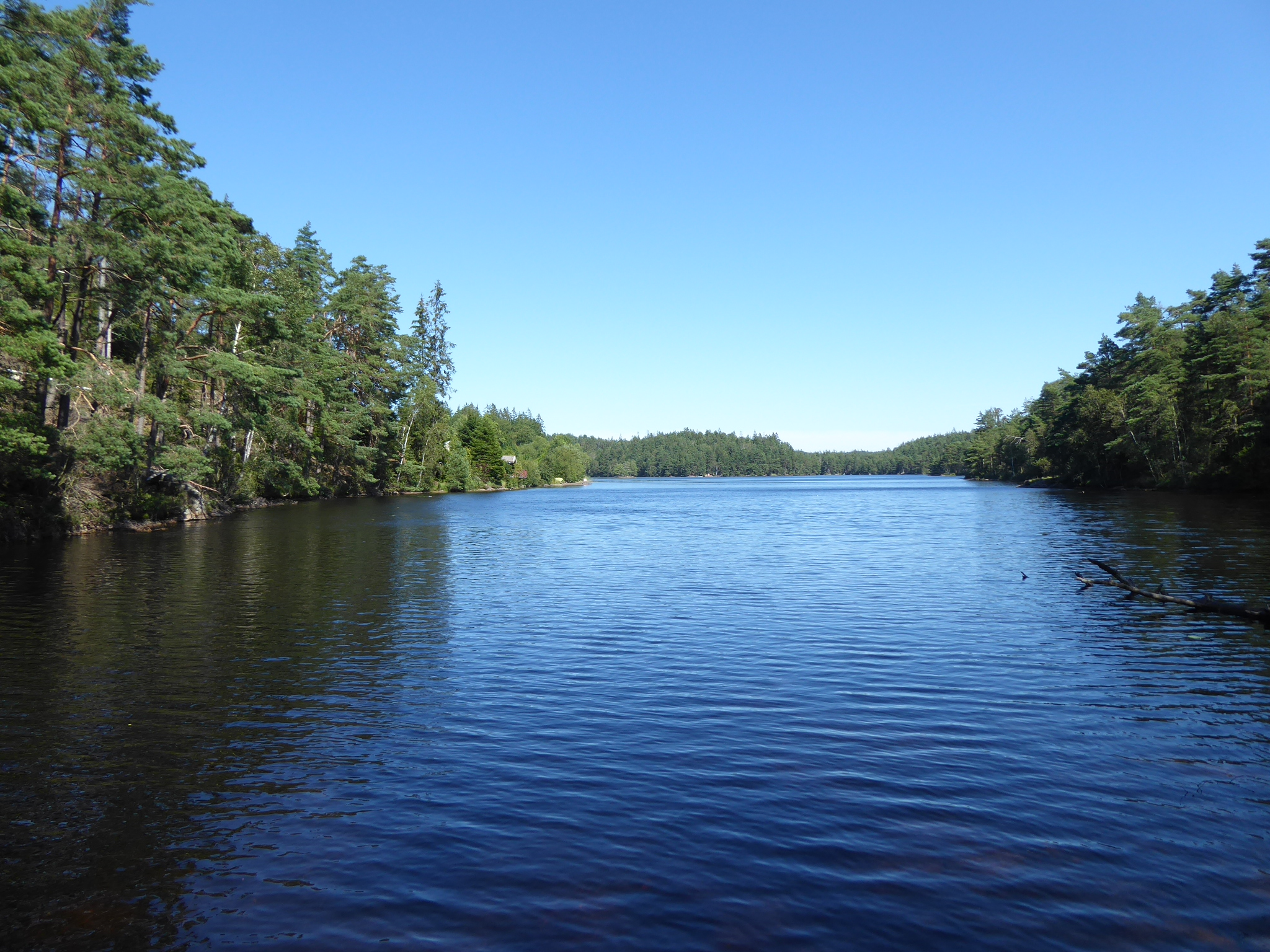
Skyrsjön från sydsydväst i juli 2024.
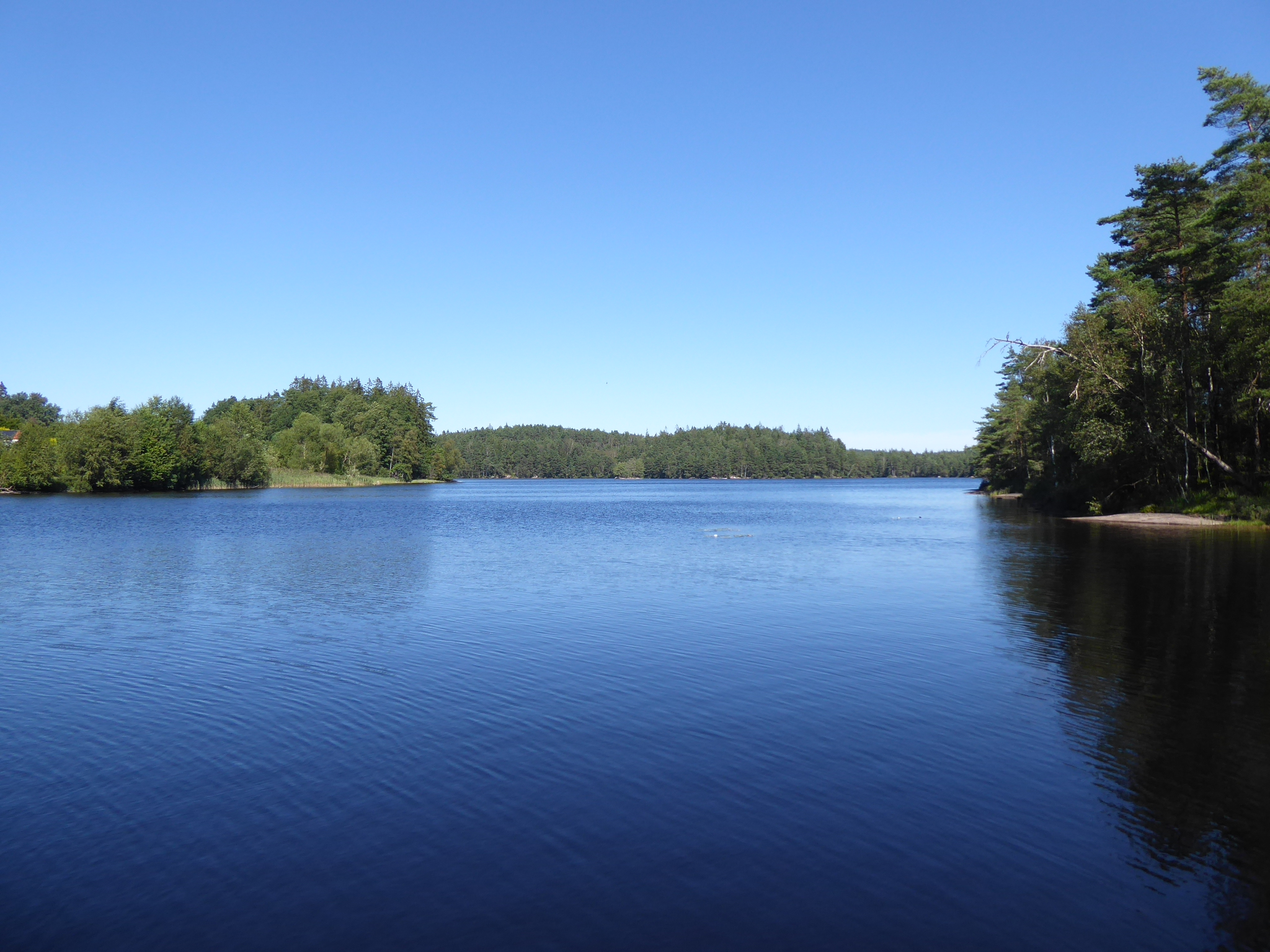
Skyrsjön från sydväst i juli 2024.
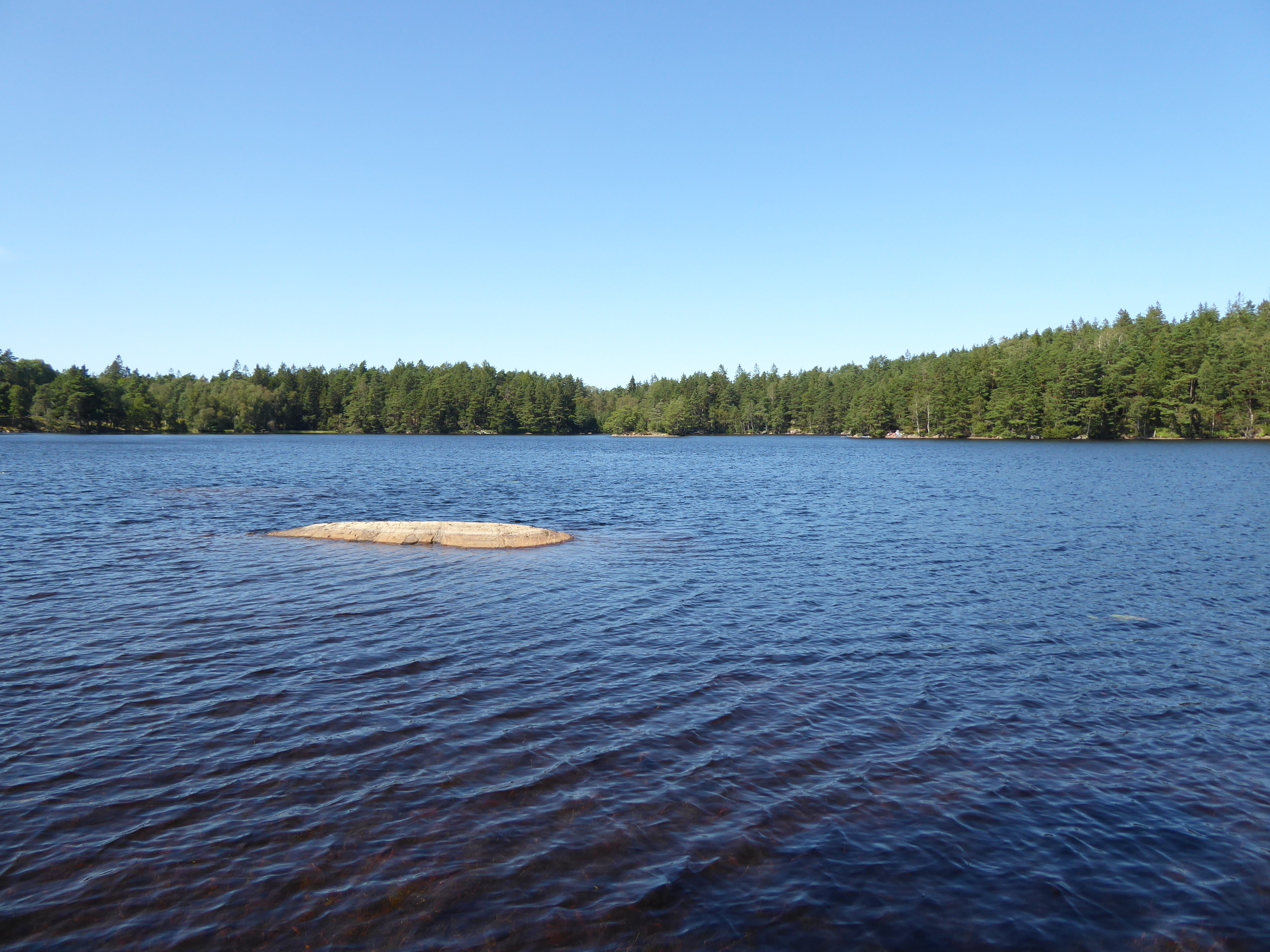
Skyrsjön österifrån i juli 2024.
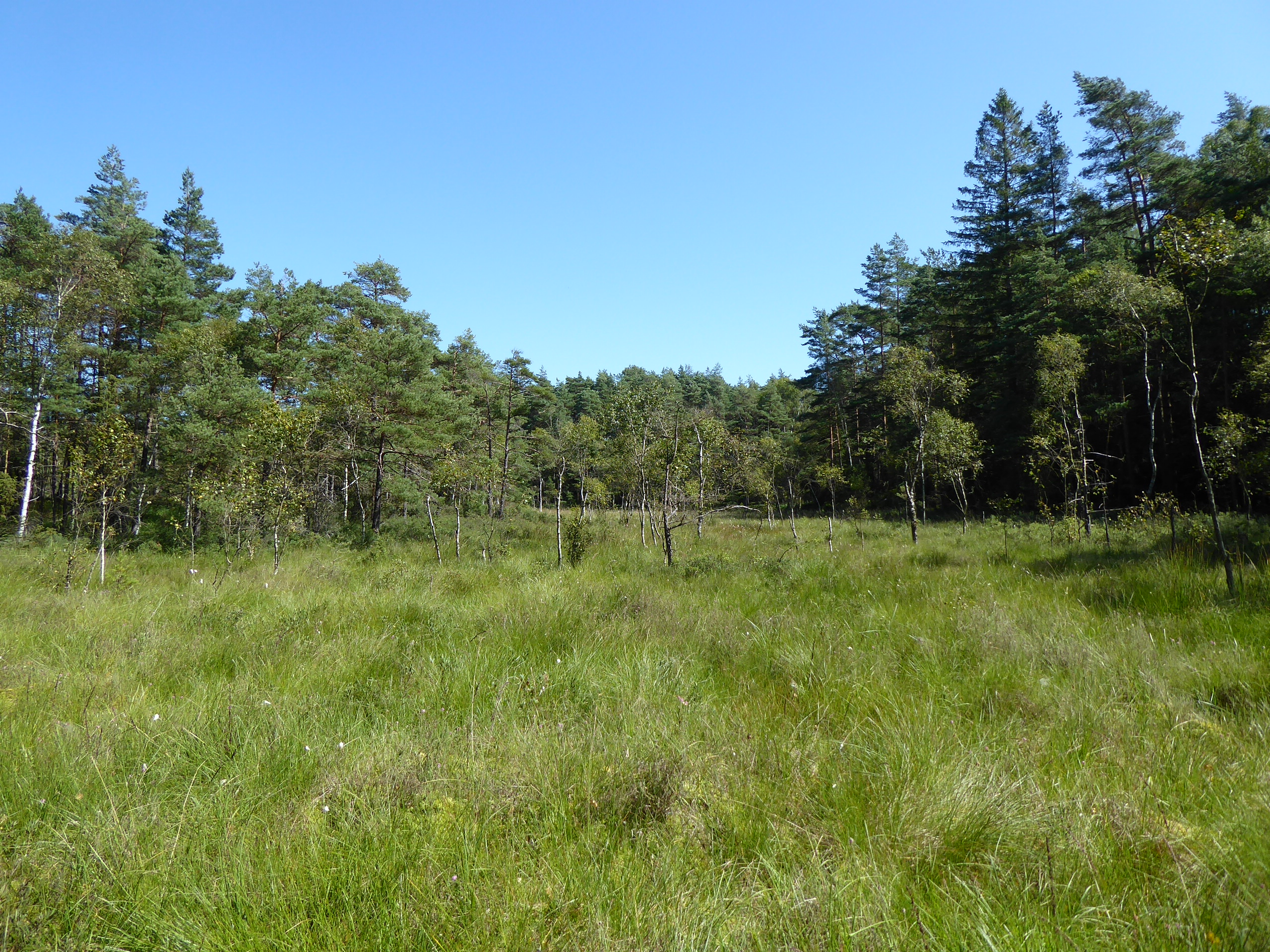
Mossen som förbinder Skyrsjön med Sirtjärnen i juli 2024.